# Franco Tancredi
Franco Tancredi (Giulianova, 10 gennaio 1955) è un allenatore di calcio ed ex calciatore italiano, di ruolo portiere.
Vincitore di uno scudetto (1983) e quattro Coppe Italia (1980, 1981, 1984, 1986) con la Roma, nel 2012 è stato inserito nella hall of fame della squadra capitolina. Ha conquistato anche una Coppa Mitropa con la maglia del Torino nel 1991.

## Caratteristiche tecniche
A compensazione di una statura non eccelsa,, Tancredi era un portiere coraggioso nelle uscite e reattivo come un felino tra i pali. Quest'ultima dote lo rese un eccellente para-rigori, caratteristica che si rivelò decisiva nell'ambito delle due Coppe Italia vinte consecutivamente, nel 1980 e nel 1981, con la maglia della Roma. Per neutralizzare i tiri dal dischetto, faceva affidamento sull'elasticità negli arti inferiori, sull'assidua pratica negli allenamenti e, in misura minore, sullo studio dei rigoristi avversari. Nel compiere i suoi interventi, sfruttava spesso la mano opposta alla direzione del tuffo.

## Carriera

### Giocatore

Da sinistra: Tancredi, Superchi e Falcão all'Olimpico di Roma il 15 maggio 1983, mentre festeggiano la vittoria dello scudetto 1982-1983, il secondo nella storia giallorossa.

#### Club

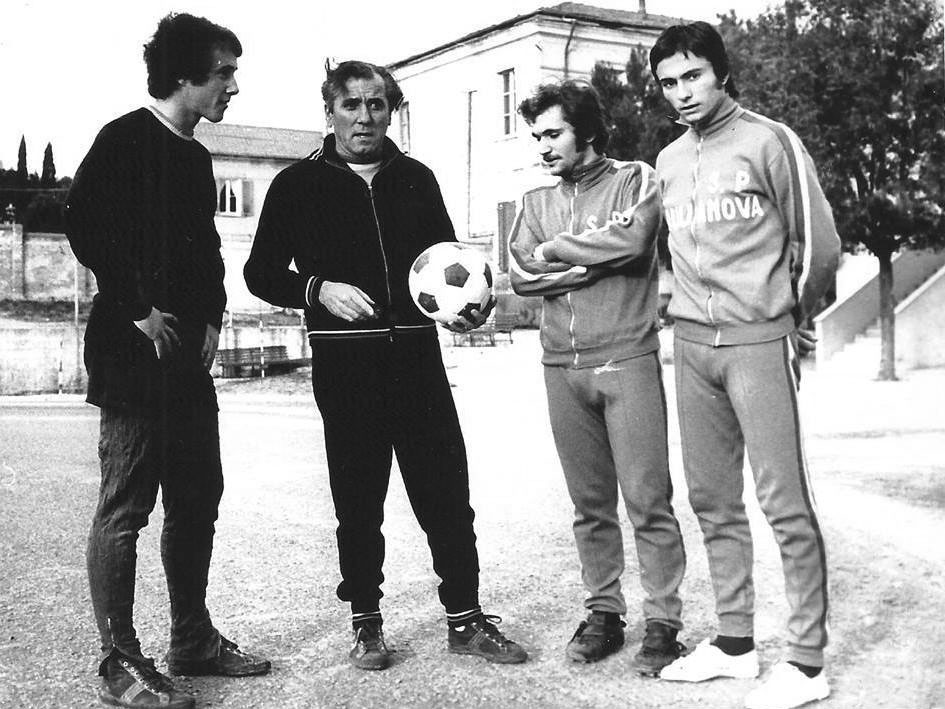
Tancredi (a sinistra) al Giulianova nel 1972, con il tecnico Gibì Fabbri e i compagni Curi e Alessandrini.

Crebbe nel vivaio del Giulianova, squadra della sua città, dapprima come ala, salvo poi essere spostato al ruolo di portiere dal suo allenatore, Nicola Tribuiani. Con i giallorossi debuttò in Serie C nel 1972, quando era già in pianta stabile nel giro delle nazionali giovanili. Nella stagione 1973-74, a diciotto anni, disputò con gli abruzzesi il suo primo campionato da titolare, sempre in terza serie. A fine stagione fu prelevato dal Milan che gli affidò il ruolo di riserva di Enrico Albertosi, senza esordire in massima categoria.
Dopo un'annata da titolare al Rimini, in Serie B, nel 1977 approdò alla Roma, con la cui maglia esordì il 28 gennaio 1979. Impostosi definitivamente ad alti livelli nel corso del campionato 1979-1980, rimarrà con la squadra capitolina sino al 1990.
Il 13 dicembre 1987 allo stadio di San Siro, durante la partita Milan-Roma, al rientro in campo per l'inizio del secondo tempo Tancredi venne colpito da due petardi lanciati da un tifoso rossonero: il primo esplose accanto alle gambe del portiere giallorosso, subito dopo la seconda esplosione all'altezza del volto, mentre il numero uno è a terra; subito soccorso viene trasportato, privo di sensi, all'ospedale San Carlo. Dopo due giorni verrà dimesso, non riportando gravi danni. La partita continuò regolarmente con l'ingresso in campo del diciassettenne, al debutto in massima serie, Angelo Peruzzi, terminando con il risultato di 1-0 per il Milan (gol su rigore di Pietro Paolo Virdis); in seguito la Disciplinare decreterà la vittoria a "tavolino" per 2-0 della formazione romanista.
Con la maglia della Roma vinse da protagonista uno scudetto (stagione 1982-83) e quattro Coppe Italia (1980, 1981, 1984, 1986): in occasione delle finali del 1980 e del 1981, entrambe decise ai tiri di rigore, neutralizzò cinque penalty (tre nella prima occasione e due nella seconda, sempre contro il Torino), contribuendo in modo determinante alle due vittorie consecutive della Roma. Fu inoltre giudicato, da una giuria di esperti, il miglior portiere della stagione 1983-1984. Con la Roma, in campionato, ha disputato 288 partite di cui 258 consecutive, una striscia che in Serie A è seconda solo a quella di Dino Zoff, capace di giocare 332 incontri di fila.

Tancredi (a sinistra), nell'occasione capitano romanista, saluta lo juventino Cabrini prima della classica del 28 febbraio 1988.

Nall'estate 1990 si trasferì proprio al Torino, disputando l'ultima sua stagione da professionista come riserva dell'emergente Luca Marchegiani, e collezionando 6 presenze in campionato.
In carriera ha totalizzato complessivamente 294 presenze in Serie A e 28 in Serie B.

#### Nazionale
Nel 1984 fu chiamato da Enzo Bearzot a difendere la porta della nazionale olimpica ai Giochi di Los Angeles 1984: disputò da titolare cinque delle sei partite (saltò solo la gara persa con la Costa Rica, ininfluente ai fini della qualificazione), con gli azzurri che chiusero il torneo al quarto posto. Per il campionato del mondo 1986 in Messico fu in lizza, fino alla vigilia dell'esordio, per una maglia da titolare.
Dopo un ballottaggio di oltre un anno con Giovanni Galli (i due si alternarono in ogni gara disputata per 45' ciascuno), Bearzot scelse infine il portiere della Fiorentina, nonostante Tancredi fosse dato per favorito. In seguito, Bearzot pensò di schierare Tancredi dopo la seconda partita del girone, pareggiata dall'Italia contro l'Argentina, ma non lo fece per non «rovinare Galli come atleta e come uomo».

### Allenatore
Dopo il ritiro dall'attività agonistica è rimasto nel mondo del calcio, iniziando a svolgere la professione di preparatore atletico per portieri, esercitata nella Roma (prima squadra e giovanili). Il 27 maggio 2004 ha lasciato la società capitolina per seguire Fabio Capello alla Juventus, con le stesse mansioni; nell'occasione, una frangia della tifoseria romanista non prese bene il passaggio di Tancredi ai rivali bianconeri.
Il 5 luglio 2006 ha lasciato i bianconeri per andare nel club spagnolo del Real Madrid seguendo, una seconda volta, Capello. Il 28 giugno 2007 viene esonerato con tutto lo staff del tecnico.
Dal 7 gennaio 2008, sempre assieme all'allenatore friulano, svolge il suo ruolo di preparatore dei portieri per la nazionale inglese. Il 14 luglio 2011 riapproda ancora una volta alla Roma, sempre come preparatore dei portieri, ma questa volta sotto le direttive tecniche di Luis Enrique. L'8 febbraio 2012 lascia frattanto la nazionale inglese, dopo le dimissioni di Capello. Il 15 giugno viene sollevato dall'incarico anche a Roma, per il difficile rapporto con gli allora estremi difensori della rosa giallorossa.
Dopo meno di un mese Tancredi viene indicato da Capello, fresco di nomina come commissario tecnico della Russia, come nuovo preparatore dei portieri, rifiutando tuttavia l'offerta. Il 19 giugno 2015 entra nello staff del Livorno, lavorando agli ordini dell'allenatore Christian Panucci. Il successivo 25 novembre, dopo l'esonero di Panucci e la nomina di Bortolo Mutti, rimane inizialmente nello staff tecnico dei labronici, ma il giorno seguente viene ufficializzato che il preparatore dei portieri è Gianni Piacentini, venendo così esonerato.
Il 27 gennaio 2016 il Livorno richiama alla guida tecnica Panucci, e Tancredi assume nuovamente il ruolo di preparatore dei portieri della squadra toscana. Il successivo 1º luglio, con la nuova nomina di Panucci come tecnico della Ternana, diventa il preparatore dei portieri dei rossoverdi; tuttavia viene sollevato dall'incarico appena il 14 agosto seguente, qualche giorno dopo l'allontanamento del mister ligure.
Il 14 giugno 2017 viene ufficializzato come preparatore dei portieri dello Jiangsu Suning in Cina tornando così a collaborare con Fabio Capello. L'esperienza si conclude nel 2018.

## Statistiche

### Presenze e reti nei club
| Stagione          | Squadra           | Campionato        | Campionato | Campionato | Coppe nazionali | Coppe nazionali | Coppe nazionali | Coppe continentali | Coppe continentali | Coppe continentali | Altre coppe | Altre coppe | Altre coppe | Totale | Totale |
| Stagione          | Squadra           | Comp              | Pres       | Reti       | Comp            | Pres            | Reti            | Comp               | Pres               | Reti               | Comp        | Pres        | Reti        | Pres   | Reti   |
| ----------------- | ----------------- | ----------------- | ---------- | ---------- | --------------- | --------------- | --------------- | ------------------ | ------------------ | ------------------ | ----------- | ----------- | ----------- | ------ | ------ |
| 1972-1973         | Giulianova        | C                 | 8          | -2         | CI-S            | ?               | ?               | -                  | -                  | -                  | -           | -           | -           | 8+     | -2 +   |
| 1973-1974         | Giulianova        | C                 | 37         | -23        | CI-S            | ?               | ?               | -                  | -                  | -                  | -           | -           | -           | 37     | -23    |
| Totale Giulianova | Totale Giulianova | Totale Giulianova | 45         | -25        |                 | ?               | ?               |                    | -                  | -                  |             | -           | -           | 45+    | -25 +  |
| 1974-1975         | Milan             | A                 | 0          | 0          | CI              | 1               | -2              | -                  | -                  | -                  | -           | -           | -           | 1      | -2     |
| 1975-1976         | Milan             | A                 | 0          | 0          | CI              | 2               | -2              | CU                 | 0                  | 0                  | -           | -           | -           | 2      | -2     |
| Totale Milan      | Totale Milan      | Totale Milan      | 0          | 0          |                 | 3               | -4              |                    | -                  | -                  |             | -           | -           | 3      | -4     |
| 1976-1977         | Rimini            | B                 | 28         | -16        | CI              | 4               | -8              | -                  | -                  | -                  | -           | -           | -           | 32     | -24    |
| 1977-1978         | Roma              | A                 | 0          | 0          | CI              | 0               | 0               | -                  | -                  | -                  | CE          | 6           | -7          | 6      | -7     |
| 1978-1979         | Roma              | A                 | 1          | 0          | CI              | 0               | 0               | -                  | -                  | -                  | -           | -           | -           | 1      | 0      |
| 1979-1980         | Roma              | A                 | 18         | -16        | CI              | 5               | -3              | -                  | -                  | -                  | -           | -           | -           | 23     | -19    |
| 1980-1981         | Roma              | A                 | 30         | -20        | CI              | 6               | -3              | CdC                | 2                  | -4                 | TC          | 2           | -1          | 40     | -28    |
| 1981-1982         | Roma              | A                 | 30         | -29        | CI              | 2               | -4              | CdC                | 4                  | -2                 | -           | -           | -           | 36     | -35    |
| 1982-1983         | Roma              | A                 | 30         | -23        | CI              | 9               | -9              | CU                 | 8                  | -8                 | -           | -           | -           | 47     | -40    |
| 1983-1984         | Roma              | A                 | 30         | -26        | CI              | 11              | -9              | CC                 | 9                  | -6                 | -           | -           | -           | 50     | -41    |
| 1984-1985         | Roma              | A                 | 30         | -25        | CI              | 5               | -3              | CdC                | 6                  | -4                 | -           | -           | -           | 41     | -32    |
| 1985-1986         | Roma              | A                 | 30         | -27        | CI              | 7               | -6              | -                  | -                  | -                  | -           | -           | -           | 37     | -33    |
| 1986-1987         | Roma              | A                 | 30         | -31        | CI              | 7               | -6              | CdC                | 2                  | -2                 | -           | -           | -           | 39     | -39    |
| 1987-1988         | Roma              | A                 | 30         | -26        | CI              | 5               | -4              | -                  | -                  | -                  | -           | -           | -           | 35     | -30    |
| 1988-1989         | Roma              | A                 | 22+1       | -24 + -1   | CI              | 1               | -1              | CU                 | 5                  | -9                 | -           | -           | -           | 29     | -35    |
| 1989-1990         | Roma              | A                 | 7          | -6         | CI              | 0               | 0               | -                  | -                  | -                  | -           | -           | -           | 7      | -6     |
| Totale Roma       | Totale Roma       | Totale Roma       | 288+1      | -253       |                 | 58              | -48             |                    | 36                 | -35                |             | 8           | -8          | 391    | -345   |
| 1990-1991         | Torino            | A                 | 6          | -7         | CI              | 2               | -3              | -                  | -                  | -                  | CM          | 0           | 0           | 8      | -10    |
| Totale carriera   | Totale carriera   | Totale carriera   | 367+1      | -301       |                 | 67+             | -63 +           |                    | 36                 | -35                |             | 8           | -8          | 479+   | -408 + |

### Cronologia presenze e reti in nazionale
| Cronologia completa delle presenze e delle reti in nazionale ― Italia | Cronologia completa delle presenze e delle reti in nazionale ― Italia | Cronologia completa delle presenze e delle reti in nazionale ― Italia | Cronologia completa delle presenze e delle reti in nazionale ― Italia | Cronologia completa delle presenze e delle reti in nazionale ― Italia | Cronologia completa delle presenze e delle reti in nazionale ― Italia | Cronologia completa delle presenze e delle reti in nazionale ― Italia | Cronologia completa delle presenze e delle reti in nazionale ― Italia |
| Data                                                                  | Città                                                                 | In casa                                                               | Risultato                                                             | Ospiti                                                                | Competizione                                                          | Reti                                                                  | Note                                                                  |
| --------------------------------------------------------------------- | --------------------------------------------------------------------- | --------------------------------------------------------------------- | --------------------------------------------------------------------- | --------------------------------------------------------------------- | --------------------------------------------------------------------- | --------------------------------------------------------------------- | --------------------------------------------------------------------- |
| 26-9-1984                                                             | Milano                                                                | Italia                                                                | 1 – 0                                                                 | Svezia                                                                | Amichevole                                                            | -                                                                     |                                                                       |
| 3-11-1984                                                             | Losanna                                                               | Svizzera                                                              | 1 – 1                                                                 | Italia                                                                | Amichevole                                                            | -1                                                                    |                                                                       |
| 8-12-1984                                                             | Pescara                                                               | Italia                                                                | 2 – 0                                                                 | Polonia                                                               | Amichevole                                                            | -                                                                     |                                                                       |
| 5-2-1985                                                              | Dublino                                                               | Irlanda                                                               | 1 – 2                                                                 | Italia                                                                | Amichevole                                                            | -1                                                                    |                                                                       |
| 13-3-1985                                                             | Atene                                                                 | Grecia                                                                | 0 – 0                                                                 | Italia                                                                | Amichevole                                                            | -                                                                     |                                                                       |
| 3-4-1985                                                              | Ascoli Piceno                                                         | Italia                                                                | 2 – 0                                                                 | Portogallo                                                            | Amichevole                                                            | -                                                                     |                                                                       |
| 6-6-1985                                                              | Città del Messico                                                     | Italia                                                                | 2 – 1                                                                 | Inghilterra                                                           | Amichevole                                                            | -1                                                                    | 46’                                                                   |
| 25-9-1985                                                             | Lecce                                                                 | Italia                                                                | 1 – 2                                                                 | Norvegia                                                              | Amichevole                                                            | -                                                                     | 46’                                                                   |
| 16-11-1985                                                            | Chorzów                                                               | Polonia                                                               | 1 – 0                                                                 | Italia                                                                | Amichevole                                                            | -1                                                                    | 46’                                                                   |
| 5-2-1986                                                              | Avellino                                                              | Italia                                                                | 1 – 2                                                                 | Germania Ovest                                                        | Amichevole                                                            | -1                                                                    | 46’                                                                   |
| 26-3-1986                                                             | Udine                                                                 | Italia                                                                | 2 – 1                                                                 | Austria                                                               | Amichevole                                                            | -1                                                                    | 46’                                                                   |
| 11-5-1986                                                             | Napoli                                                                | Italia                                                                | 2 – 0                                                                 | Cina                                                                  | Amichevole                                                            | -                                                                     | 46’                                                                   |
| Totale                                                                |                                                                       | Presenze                                                              | 12                                                                    |                                                                       | Reti                                                                  | -6                                                                    |                                                                       |

## Palmarès

### Giocatore

#### Club

##### Competizioni nazionali
- Coppa Italia: 4

Roma: 1979-1980, 1980-1981, 1983-1984, 1985-1986
- Campionato italiano: 1

Roma: 1982-1983

##### Competizioni internazionali
- Coppa Mitropa: 1

Torino: 1991